# راي والاس
راي والاس (بالإنجليزية: Ray Wallace)‏ (2 أكتوبر 1969 في المملكة المتحدة - ) هو لاعب كرة قدم بريطاني في مركز الدفاع. شارك مع منتخب إنجلترا تحت 21 سنة لكرة القدم. أما مع النوادي، فقد لعب مع درودا يونايتد وستوك سيتي وسوانزي سيتي وليدز يونايتد ونادي ريدنغ ونادي ساوثهامبتون وهال سيتي ونادي أردريونيانز ونادي ويتون ألبيون ونادي ألترينتشام وWinsford United F.C. ‏.

## وصلات خارجية
- راي والاس على موقع قاعدة بيانات كرة القدم.إي يو (الإنجليزية)
- راي والاس على موقع Soccerbase.com (لاعب) (الإنجليزية)
- راي والاس على موقع عالم كرة القدم.نت (الإنجليزية)